# 选型交配
选型交配（英文：Assortative mating）是交配行為模式的一种，即为选择和自己相近的配偶行进行繁殖，近亲交配是其中一种特殊情況。選型交配可以根據體型大小、顏色、年齡等。產生選型交配的機制包括性印痕學習（sexual imprinting）、棲地選擇、遺傳的擇偶偏好等等。選型交配可能造成性擇。選型交配和其演化是物種形成的重要機制之一。

## 成因
生物學家提出了幾種假設來解釋選型交配現象。 選型交配是由不同因素的組合演化而來的，這些因素因物種而異。
體型方面的選型交配可能是性內競爭的結果。 在某些物種中，體型大小與雌性的繁殖力有關。 因此，雄性會選擇與體型較大的雌性交配，體型較大的雄性會在求愛過程中擊敗體型較小的雄性。 表現出這種類型的選型交配的物種例子包括跳蛛 Phidippus clarus 和葉甲蟲 Diaprepes abbreviatus。 

## 非人類動物的選型交配
已觀察到動物的選型交配與體型大小和顏色有關。 與體型相關的選型交配在許多脊椎動物和無脊椎動物物種中都很常見，而且亦在雌雄同體的陸地蝸牛 Bradybaena pellucida上被發現。 該蝸牛可能發生相互引入（即兩個個體在一次交配過程中同時提供雄性和雌性配子），因此體型相似的個體會相互配對以促進這種交換。 此外，這種雌雄同體物種中較大的個體會產生更多的卵，因此相互的擇偶是導致該物種選型交配的另一個因素。
在翻唇玉黍螺和日本蟾蜍中也發現了與體型相關的選型交配的證據。
第二種常見的選型交配類型與顏色有關。 這類選型交配在一夫一妻制的鳥類種群中更為常見，例如東藍鴝和西藍鴝（Sialia mexicana）。 在這兩個物種中，顏色較鮮豔的雄性與顏色較鮮豔的雌性交配，而顏色較不鮮豔的個體則相互配對。 由於與雙色樹燕爭奪有限數量的築巢地點，東藍鴝也會因領土侵略而進行選型交配。 兩個高度攻擊性的個體更有能力保護它們的巢穴，並鼓勵這些個體之間的選型交配。
紅背蠑螈的多態性族群中（存在兩種常見顏色形態：條紋和無條紋）亦有選型交配的現象。
在許多一夫一妻制的鳥類中也發現了選型交配。 一夫一妻制的物種經常參與雙親照顧其後代。 由於父母對後代的投資是平等的，因此兩性都應該表現出擇偶行為，這種現象稱為相互擇偶。 當雄性和雌性都在尋找能夠最大限度地提高其適應性的配偶時，就會發生相互擇偶。 在鳥類中，雌性和雄性的裝飾可以顯示出更好的整體狀況，或者這些個體可能有更好的基因，或更適合作為父母。

## 人類的選型交配
人類的選型交配已被廣泛觀察和研究，並且可以分為兩種類型的人類選型交配：
- 遺傳選型交配（基於遺傳類型和表型表達的選型交配）； 和
- 社會選型交配（基於社會、文化和其他社會因素進行擇偶的選型交配）。

遺傳選型交配已被充分研究和記錄。 1903 年，一項針對 1000 對夫婦的研究發現，夫婦彼此間的身高、臂展和左前臂長度之間密切相關。 與外表有關的選型交配並沒有就此結束。 當提供三名女性的圖像予男性（其中一張圖像被修改為與該男性相似）時，男性更喜歡與自己相似的女性面孔。 然而，同樣的結果並不適用於女性選擇男性面孔。 遺傳相關的個體（第三或第四表親等級）比無關的個體表現出更高的適應度。
基於基因組相似性的選型交配在美國人婚姻中扮演重要角色。 配偶在基因上比兩個隨機選擇的個體更相似。 遺傳相似性每增加 1-標準差，結婚機率就會增加約 15%。 然而，一些研究人員認為，這種選型交配純粹是由人口分層造成的（人們更有可能在瑞典裔美國人等種族亞群內結婚）。
除了遺傳選型交配之外，人類還表現出基於社會學因素的選型交配模式。 社會學選型交配通常分為三類：基於社會經濟地位的擇偶、基於種族或民族背景的擇偶以及基於宗教信仰的擇偶。
基於社會經濟地位的選型交配是這些一般類別中最廣泛的。 它包括人類傾向於與社會經濟地位跟自己相似的人交配，即與自己具有相似社會地位、工作聲望、教育程度或經濟背景的人。 這種趨勢在社會中一直存在。 儘管如此，這種趨勢在某些世代中比其他世代更弱。 例如，在20世紀的西方世界，嬰兒潮世代後期出生的年輕人對教育同婚的整體偏好比早期的要弱； 此外，早期X世代的成員通常比晚期的成員對配偶教育「挑剔」得多。 線上約會網站使用者的搜尋標準證明了這一趨勢。
社會學選型交配的另一種形式是基於種族和民族背景的選型交配。 上面提到，在基因相似的動物更喜歡彼此交配的情況下，這種選型交配形式可以採取許多不同且複雜的形式。 雖然上述趨勢確實存在，而且人們確實傾向於與基因相似的人結婚，特別是在同一種族或族裔群體中，但這種趨勢可能會以多種方式改變。 例如，隨著少數族裔人口數量的增加，少數族裔人口與一般人口通婚的障礙會減少，這是很常見的。 這種同化減少了這種形式的選型交配的流行。 然而，少數族裔人口的成長並不一定會導致通婚障礙的減少。 這可以從 1990 年代和 2000 年代美國非白人西班牙裔人口的急劇增加中看出，而這與非白人西班牙裔與普通人口通婚的比例急劇下降有關。
宗教選型交配是指個人在自己的宗教團體內結婚的傾向。 這種趨勢是普遍且可觀察到的，並根據三個主要因素而變化。 第一個是該地區已經與尋找伴侶的人信仰相同宗教的潛在配偶的比例。 宗教信仰較單一的地區中出現同宗教婚姻的機會總是較高。 第二個是通婚宗教群體之間的社會距離，或是這些群體的物理接近度和社會互動性。 最後，第三個因素是人們對非宗教婚姻的個人看法。 那些非常重視遵守宗教傳統的人可能更有可能反對跨宗教信仰的婚姻。 除了宗教外，人類亦有基於信仰結構進行擇偶交配的情況，例如傾向選擇慈善捐贈水平與自己相似的人為配偶。 夫妻在對公共改善和慈善事業的貢獻方面表現出相似之處，這可以歸因於慷慨而不是表型趨同的擇偶。
選型交配也發生在患有多動症等精神障礙的人中，其中一個患有多動症的人更有可能與另一名患有多動症的人結婚或生孩子。